# あんこ玉

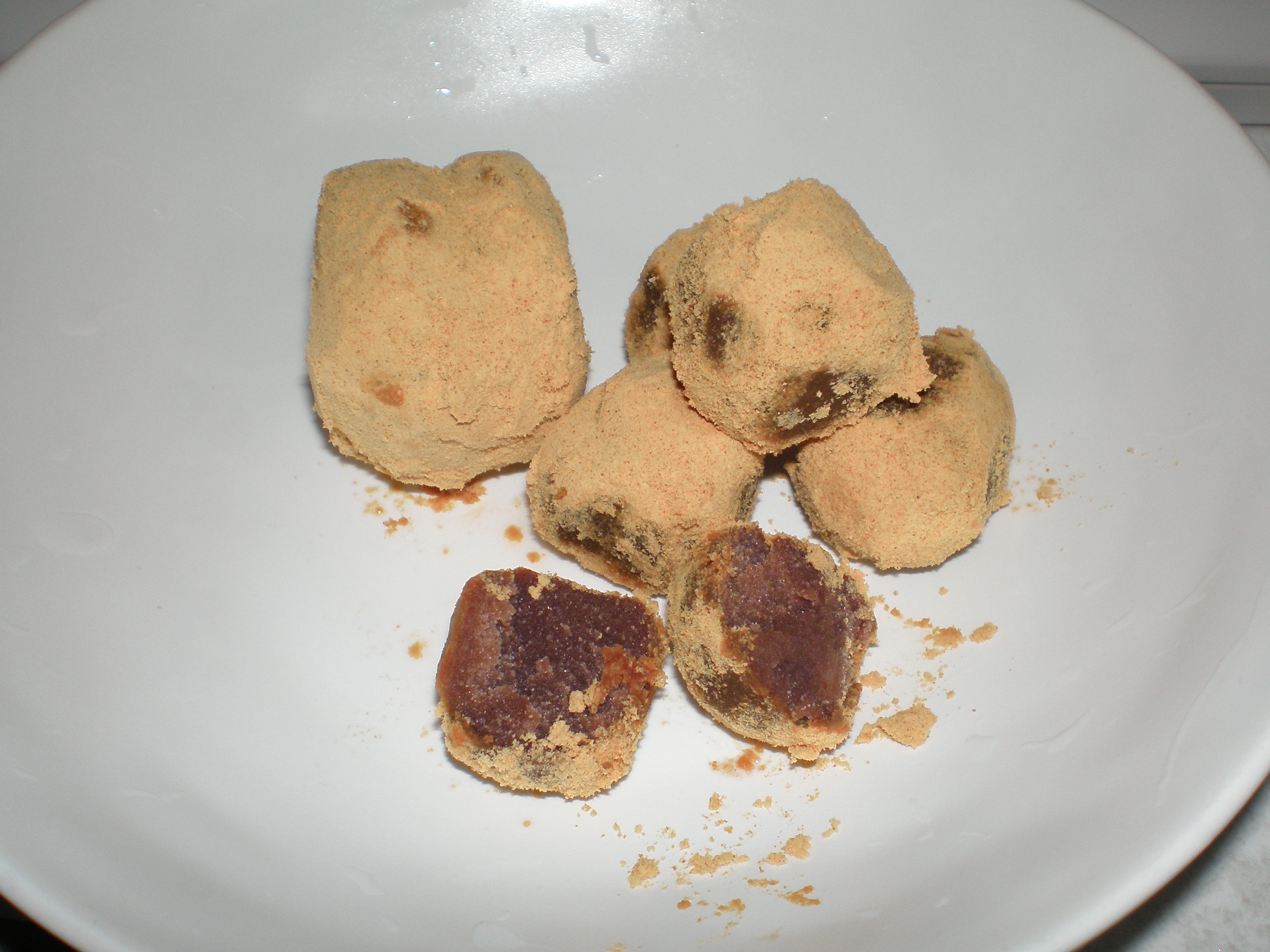
あんこ玉

あんこ玉（あんこだま）は、日本の駄菓子の一つ。玉状の小豆餡をきな粉か寒天で包んだもの。駄菓子屋でも長年の売れ筋商品の一つ。

## 概要
昭和初期からあんこ玉の製造を続けている植田製菓（東京都荒川区）のものは、前述のうち、きな粉を用いた物である。創業当時に菓子作りが当たらず、仕入れた餡が余ったことから、これを再利用して造られた。創作菓子のために当初は問屋には売れず、同社の創業者・植田重義が自転車で自ら駄菓子屋へ売り歩いたところ好評を得、やがて問屋からの注文が殺到するようになったという。
植田製菓のあんこ玉は防腐剤などの食品添加物を一切用いていないにもかかわらず、加熱時の独自の火加減により、真夏を除けば2週間は味が落ちず、餡も常温で3か月間保存できることが大きな特徴である。その味は東京銘菓との声もあり、味の決め手である自家製きな粉は、銀座の一流和菓子店が買い付けに来ることもあるという。平成期に駄菓子屋人気が復活したことで、関西地方や四国からの引き合いもあるという。
また当て物の要素も含んでおり、餡の中に白いセルロイドの玉（後に白砂糖の玉に変更）が入っている「変り玉」と呼ばれるものが当たりであり、当たるともう一つ、大玉のあんこ玉を貰うことができた。菓子と同時に玩具として流通していたことから、パッケージには「全玩具協」の許可番号が記載されている。値段の安さも特徴であり、1970年代頃は2個で5円または3個で10円、平成期でも1個10円である。
寒天で包まれたタイプのあんこ玉は、老舗和菓子屋・舟和（東京都台東区浅草）で作られたもの。水羊羹か和菓子の「鹿の子」にも似たもので、高級和菓子のようなイメージがあり、駄菓子屋の中でも異彩を放つものであった。寒天によるゼリー状の舌触り、喉ごしが特長である。こちらはきな粉の物ほど保存がきかず、日が経つにつれて寒天の食感が損なわれるため、じきに駄菓子屋の店頭から消えたものとみられている。